# シャネル・イマン
シャネル・イマン（Chanel Iman、1990年12月1日 - ）は、米国出身のファッションモデル。178センチメートル、81-58-84。本名を“シャネル・イマン・ロビンソン”(Chanel Iman Robinson)といい、アフリカ系アメリカ人と朝鮮民族との混血。
2000年代後半以降の西洋ファッション界にあって突出した人気を有するモデルの一人で、ファッションブランド「ビクトリアズ・シークレット」の“エンジェル”（広告塔モデル）の一員としての活動がおそらくなにより著名。いわゆるスーパーモデルにあたる。
アドリアナ・リマなどの高名なモデルらを擁する“ビクトリアズ・シークレット・エンジェル”のなかでも際立った細身の持ち主として注目を集めており、それについては生まれ持っての代謝能力の高さが指摘されるなどしてきた。

## 来歴

### 生い立ち
米国ジョージア州のアトランタに出生。父はアフリカ系アメリカ人で、母はアフリカ系アメリカ人と朝鮮人との混血であった。1999年に家族でロサンゼルスへ移住。以降ロサンゼルスのカルバーシティに育った。

### モデル業
13歳当時の2004年にモデル事務所のフォードモデルズと契約、ロサンゼルスを本拠にモデル業を開始した。2006年にフォードモデルズ主催の「スーパーモデル・オブ・ザ・イヤー」大会で準々優勝し、さっそく2月にアナ・スイやマーク・ジェイコブスのショーを歩いてプロデビュー。
デビューの翌年にあたる2007年にさっそく米版『ヴォーグ』の表紙に登場し、次期“世界のトップモデル”の一候補として特集の対象へ。ナオミ・キャンベルやリヤ・ケベデに続くいわゆる黒人の大型新人として注目を集め、数多のハイファッションブランドのショーの仕事をこなすようになった。

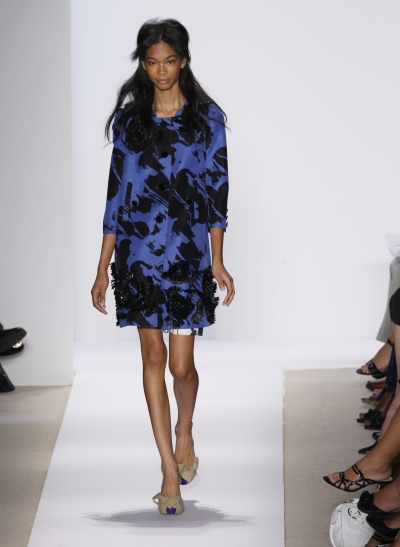
ランウェイをゆくイマン、2008年

ビクトリアズ・シークレットとの契約を獲得したのは2009年のことで、エマニュエラ・デ・パウラ、リンジー・エリンソン、キャンディス・スワンポール、ロージー・ハンティントン＝ホワイトリーという4名と並んでの「エンジェル」入りであった。
以降、『ヴォーグ』、『エル』、『ハーパース・バザー』などといった有名雑誌の世界各国語版の表紙に登場しつつ、バーニーズ・ニューヨーク、ボッテガ・ヴェネタ、DKNY、ドルチェ&ガッバーナ、ギャップ、H&M、ジャン・ポール・ゴルチエ、ロード・アンド・テイラー、ラルフ・ローレン、サックス・フィフス・アベニュー、ユナイテッド・カラーズ・オブ・ベネトン、そしてビクトリアズ・シークレットを含む多くのブランドの広告の仕事をこなしてきた。

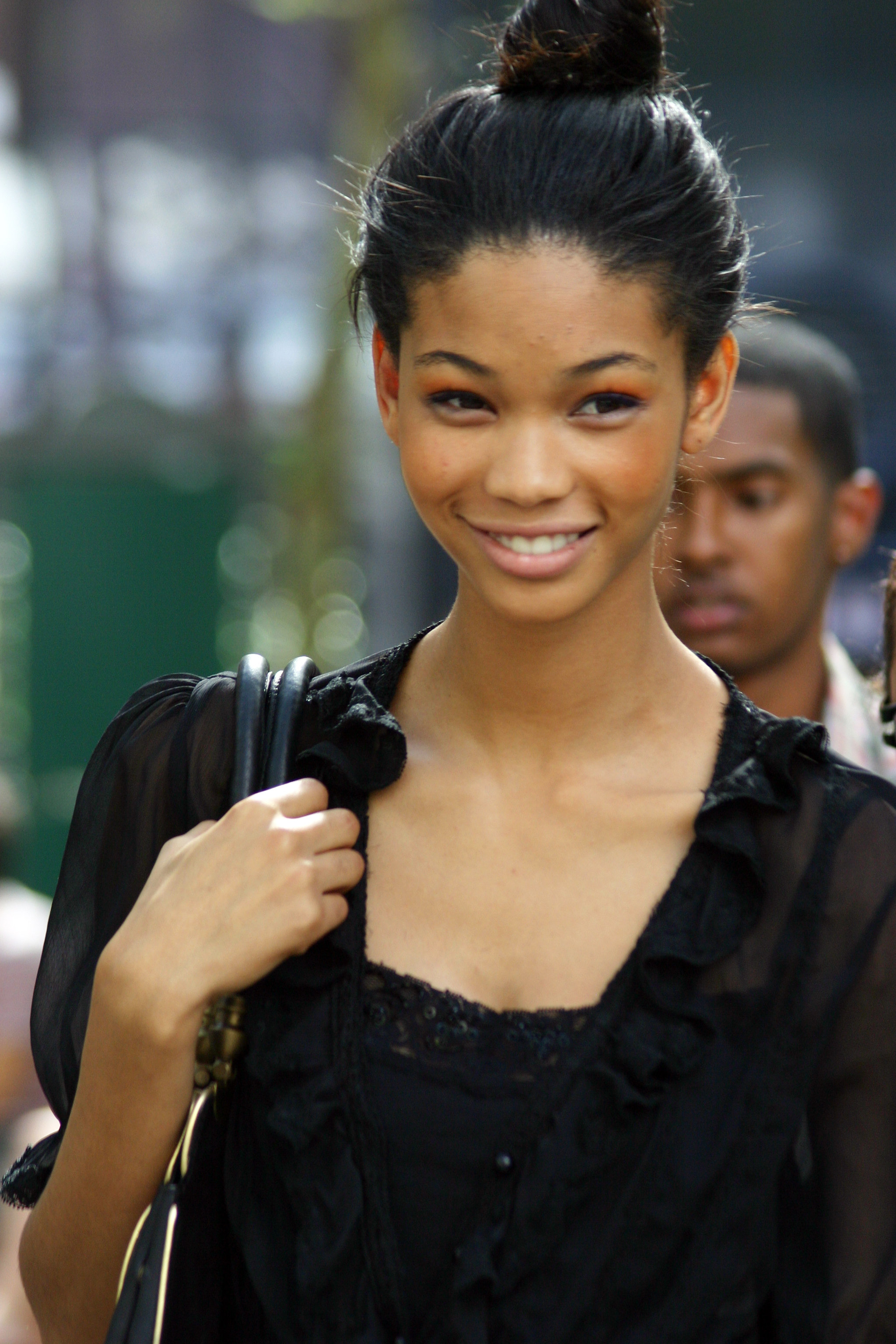
ファッションウィークに笑顔を見せるイマン、2007年、ニューヨーク

2011年からはユマ・サーマン、ジーナ・デイビスならびにジョシュ・ハートネットの3名とともに米国国際開発庁のいわゆる“アフリカの角”向け慈善事業の広告塔に抜擢され、事業開幕となった11月にはホワイトハウスで演説。慈善事業関連ではさらに、同年暮れからDKNY主導の飢饉撲滅運動事業に参画しており、その事業のために同ブランドが制作した大量のダイヤモンドやサファイアを散りばめた香水の瓶を片手に広報活動を行うなどしている。
2012年に「ビクトリアシークレット」公式ウェブサイトからロージー・ハンティントンとともに名前が削除されており、2012年および2013年のショーには出演しなかった。